# Šiduch
Šiduch (hebrejsky: שידוך, pl. šiduchim שידוכים) je systém dohazování, v kterém jsou nezadaní Židé v ortodoxních židovských komunitách představováni jiným, za účelem sňatku (šiduchin). Šiduch provádí dohazovač (šadchan), často profesionálně za poplatek. Práce šadchana se v minulosti, hlavně ve východní Evropě, těšila značnému společenskému uznání, protože sňatek je primární micvou.

## Biblické dohazování
První zmínka v Tóře uvádí jako dohazovače Eliezera, sluhu patriarchy Abraháma, který na základě jeho instrukcí přivedl jeho synu Izákovi ženu z jeho kmene - Rebeku.